# Comunidad de comunas del Valle de Aspe
La Comunidad de comunas del Valle de Aspe (Communauté de communes de la Vallée d'Aspe en francés), es una estructura intercomunal francesa situada en el departamento francés de Pirineos Atlánticos de la región de Aquitania.

## Historia
Fue creada en 1965 como Sindicato Intercomunal multipropósito del Valle de Aspe (SIVOM Vallée d'Aspe, en francés) con la unión de las trece comunas del antiguo cantón de Accous.
El 1 de enero de 1995, pasó a la denominación actual.
Las comunas que la conforman, actualmente forman parte del nuevo cantón de Santa María de Olorón-1.

## Nombre
Debe su nombre a que la comunidad está situada en el Valle de Aspe.

## Composición
La Comunidad de comunas reagrupa 13 comunas:
| Comuna          | Código INSEE | Cantón                  | Población (2012) | Superficie (km²) | Densidad (hab./km²) |
| --------------- | ------------ | ----------------------- | ---------------- | ---------------- | ------------------- |
| Accous          | 64006        | Santa María de Olorón-1 | 442              | 60.68            | 7                   |
| Aydius          | 64085        | Santa María de Olorón-1 | 98               | 34.72            | 3                   |
| Bedous          | 64104        | Santa María de Olorón-1 | 571              | 11.64            | 49                  |
| Borce           | 64136        | Santa María de Olorón-1 | 150              | 58.05            | 3                   |
| Cette-Eygun     | 64185        | Santa María de Olorón-1 | 77               | 18.97            | 4                   |
| Escot           | 64206        | Santa María de Olorón-1 | 132              | 22.66            | 6                   |
| Etsaut          | 64223        | Santa María de Olorón-1 | 80               | 34.95            | 2                   |
| Lées-Athas      | 64330        | Santa María de Olorón-1 | 302              | 44.81            | 7                   |
| Lescun          | 64336        | Santa María de Olorón-1 | 186              | 60.66            | 3                   |
| Lourdios-Ichère | 64351        | Santa María de Olorón-1 | 157              | 16.24            | 10                  |
| Osse-en-Aspe    | 64433        | Santa María de Olorón-1 | 333              | 43.03            | 8                   |
| Sarrance        | 64506        | Santa María de Olorón-1 | 189              | 46.75            | 4                   |
| Urdos           | 64542        | Santa María de Olorón-1 | 70               | 36.27            | 2                   |

## Competencias
La comunidad es un organismo público de cooperación intercomunal.
Sus recursos provienen del impuesto sobre los rendimientos del trabajo único, del sistema de contribuciones que se aplica a los residuos y asignaciones y subvenciones de diversos socios.
Sus competencias en general se centran en el desarrollo económico, medio ambiental, de empleo y los servicios comunitarios a los habitantes:
- Ordenación del Territorio
  - Plan de Coherencia Territorial (SCOT, en francés).
  - Plan Sectorial.
- Desarrollo y organización económica
  - Acción de desarrollo económico de las actividades industriales, comerciales o de empleo, (apoyo de las actividades agrícolas y forestales...).
  - Creación, organización, mantenimiento y gestión de zonas de actividades industriales, comerciales, terciario, artesanal o turístico.
- Desarrollo y organización social y cultural
  - Actividades culturales y socioculturales.
  - Actividades deportivas.
  - Construcción y/u organización, mantenimiento, gestión de equipamientos o establecimientos culturales, socioculturales, socioeducativos, deportivos…, etc.
  - Transporte escolar.
- Medio ambiente
  - Saneamiento no colectivo.
  - Recogida y tratamiento de los residuos urbanos y asimilados.
  - Protección y valorización del Medio Ambiente.
- Vivienda y hábitat
  - Programa local del hábitat.
- Servicio de vías públicas
  - Creación, organización y mantenimiento del servicio de vías públicas.
- Otros
  - Adquisición comunal de material.
  - Informática, Talleres vecinales.